# 12244 Werfel
12244 Werfel este un asteroid din centura principală de asteroizi.

## Descriere
12244 Werfel este un asteroid din centura principală de asteroizi. A fost descoperit pe 8 septembrie 1988 la Tautenburg de Freimut Börngen. El prezintă o orbită caracterizată de o semiaxă mare de 3,08 ua, o excentricitate de 0,10 și o înclinație de 9,0° în raport cu ecliptica.